# Serge Debecque
Serge Debecque est un réalisateur français né à Paris le 12 mai 1913 et mort à Figeac le 19 novembre 1993. 

## Filmographie
Assistant réalisateur
- 1936 : La Joueuse d'orgue  de Gaston Roudès
- 1937 : La Tour de Nesle de Gaston Roudès
- 1939 : Une main a frappé de Gaston Roudès
- 1940 : Pour le maillot jaune de Jean Stelli

Réalisateur
- 1947 : Coïncidences
- 1951 : Suite de danses berbères (court métrage en compétition au festival de Cannes)[2]
- 1952 : Quarante ans d'évolution marocaine-Présence française au Maroc (court métrage en compétition au festival de Cannes)[3]
- 1954 : Le Ciment (court métrage)